# پروتئین‌های ماتریکسی-سلولی
پروتئین‌های ماتریکسی-سلولی (انگلیسی: Matricellular protein)
پروتئین‌های غیر ساختمانی و پویایی هستند که در ماتریکس خارج سلولی حضور دارند. این ترکیبات به جای ایفای نقش در ماتریکس خارج سلولی به عنوان یک ساختار پایدار، به سرعت تغییر کرده و نقش انتظام بخشی دارند. این پروتئین‌ها دارای نقاط اتصال برای پروتئین‌های ساختاری در ماتریکس خارج سلولی و گیرنده‌های سطحی سلولی هستند و می توانند تجزیه شده و فعالیت های برخی فاکتورهای رشد خاص را تنظیم نمایند.